# Kojetice (okres Třebíč)
Kojetice (jinak také Kojetice na Moravě, německy Kojetitz) je obec nacházející se ve střední části okresu Třebíč. Je to jediná vinařská obec kraje Vysočina. Žije zde 460 obyvatel. První písemná zmínka o obci pochází z roku 1349. Kojetice leží na řece Rokytné 7,5 km jihozápadně od bývalého okresního města Třebíče a 9 km severozápadně od Jaroměřic nad Rokytnou. Nadmořská výška obce se pohybuje mezi 480 m n. m. (rybník Pod Šibeným) a 514 m n. m. (vrchol jižně od Kojetic). Samotná obec dnes leží v údolí. Na návrší k zámku Sádku je druhá část obce nazývaná Chalupy. Ke Kojeticím přiléhá také nádraží, které je od obce odděleno a stojí 1 km jižním směrem za vesnicí.
Sousedními obcemi sídla jsou Šebkovice, Čáslavice, Rokytnice nad Rokytnou, Mastník, Mikulovice a Horní Újezd.

## Historie

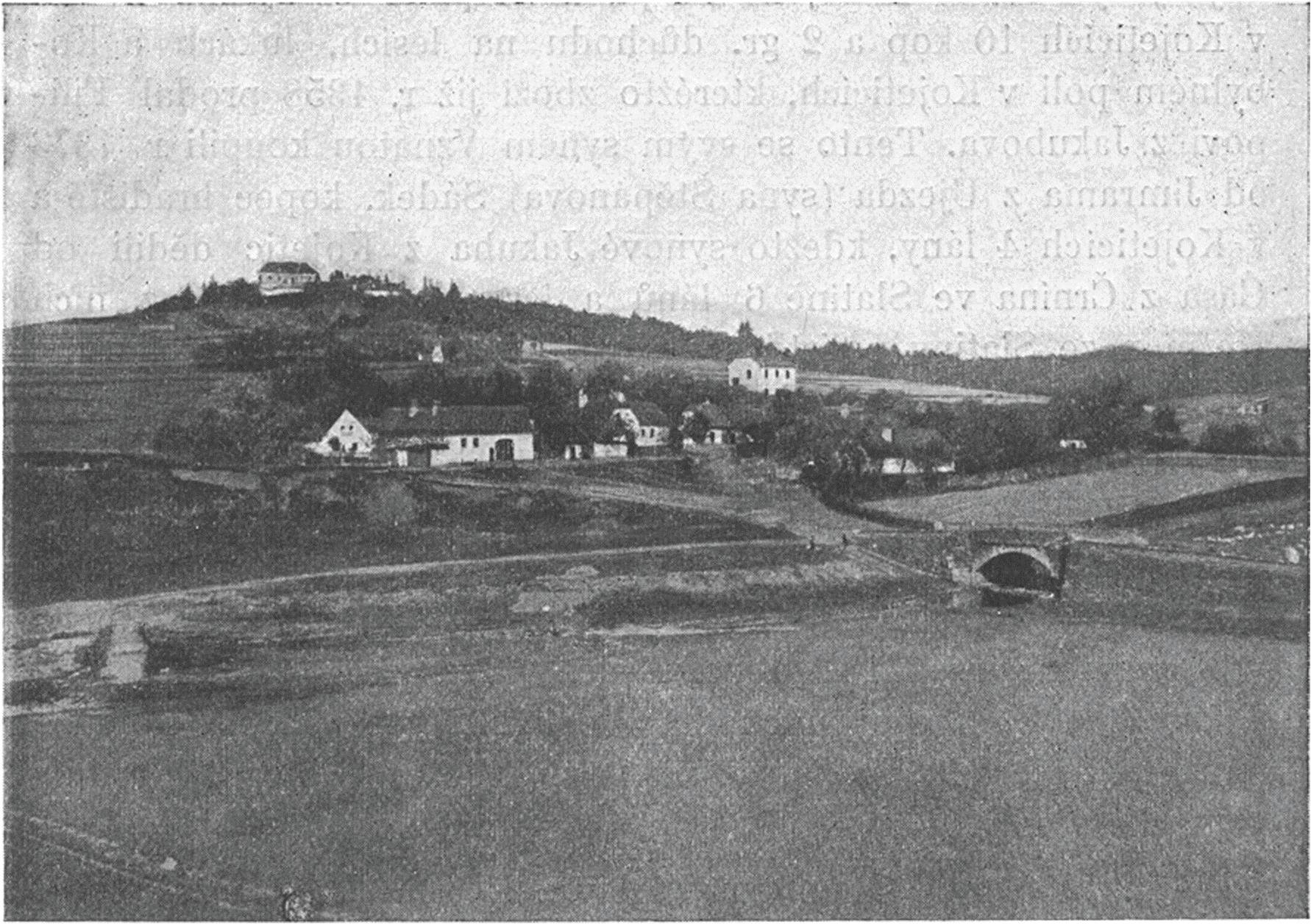
Hrad Sádek a část obce Chalupy okolo roku 1906

Ze starších dob byla poblíž Kojetic nalezena kamenná broušená industrie, která je řazená do kultury keramiky nejstaršího neolitu.
Kojetice od starodávna náležely k majetku sádeckého panství. První písemná zmínka o obci pochází z roku 1349 v souvislosti se prodejem části lánů patřících k hradu Štěpána z Újezda jistému Jakubu z Kojetic. Část vesnice byla totiž již předtím zastavována sádeckými pány. Podle dostupných pramenů však existovaly Kojetice již dříve, snad ve 12. století, a jejich zakladatelem by měl být jistý Kojata z rodu Hrabišiců. V téže době měl vzniknou i hrad Sádek, jehož posláním bylo střežit Haberskou stezku. Jeho existence je však s jistotou doložena až k roku 1286, kdy je znám jako hrad Ungersberg. Roku 1373 zakoupil Sádek od Jimrama z Újezda, syna Štěpána z Újezda, spolu se čtyřmi lány v Kojeticích Filip z Jakubova se svým synem, který předtím, již roku 1358, obdržel část Kojetic od Jakuba z Kojetic. Roku 1399 se Kojetice stávají majetkem Hynka z Valdštýna.
Na počátku 15. století kvůli nepokojnému vladykovi Přechovi vstoupili Kojetice do širšího povědomí v celém království. Za husitských válek byl hrad Sádek obléhán husity a v důsledku toho byla vesnice s okolím vypálena. Dalším mezníkem v dějinách Kojetic je rok 1468, kdy byly opět, podobně jako Třebíč, vypáleny vojsky uherského krále Matyáše Korvína při jeho tažení na Moravu. V 16. století Kojetice se situace konečně uklidnila a Kojetice přešly z majetku zemanů, sídlících v kamenné tvrzi ve vesnici, zpět do majetku sádeckých pánů.
V roce 1672 je v obci uváděno 6 celoláníků, 5 půlláníků, 9 čtvrtláníků a 5 chalupníků. Roku 1871 bylo jižně od obce na nově vzniklé trati 241 vystavěno nádraží Kojetice na Moravě. Železnice zajistila lepší dopravní spojení s Jihlavou a Znojmem. Dopravu do nejbližšího města, Třebíče, však nezjednodušila. Lepšímu spojení obce i s vzdálenějším okolím pomohlo zřízení pošty roku 1885. Na začátku 20. století žilo v Kojeticích 7 celoláníků, 14 půlláníků a podsedníků a ostatní obyvatelé byli domkaři. V roce 1900 byla v Kojeticích postavena četnická stanice později, od roku 1945, stanice SNB a od roku 1990 Policie ČR. 
Do roku 1849 patřily Kojetice do sádeckého panství, od roku 1850 patřily do okresu Jihlava, pak od roku 1855 do okresu Třebíč, následně do okresu Moravské Budějovice a od roku 1960 do okresu Třebíč. V letech 1980 až 1990 byly sloučeny obce Kojetice, Mikulovice, Horní Újezd a Vacenovice a sdílely jeden místní národní výbor.

## Geografie a geologie
Kojetice jsou vesnice ležící v České republice. Podle historického rozdělení náleží na Moravu, administrativně jsou řazeny do kraje Vysočina a okresu Třebíč. Nejbližším městem s rozšířenou působností je bývalé okresní město Třebíč ležící 7,5 km severovýchodně od Kojetic. Druhým nejbližším městem jsou Jaroměřice nad Rokytnou, které se nacházejí 8, 5 km jihovýchodně od vesnice. Sousedními obcemi jsou Mikulovice a Horní Újezd, které dohromady s Kojeticemi tvoří pomyslný trojúhelník a v letech 1980 až 1990 byly také spojeny.
Z geologického hlediska se větší část obce se rozkládá na žulách a rulách. Západní část obce pak leží částečně na pararulách a usazených horninách. Ve východní části se pak vyskytují další přeměněné horniny. Geomorfologicky spadají Kojetice do Stařečské pahorkatiny, která je součástí Jevišovické pahorkatiny. V okolí se také nachází několik pahorků sopečného původu, nejbližšími jsou pahorky Sádek, Čichna a Mikulovická hora.
Kojeticemi prochází ze západu na východ silnice ze spojky mezi Mastníkem a Čáslavicemi a Horním Újezdem, z Kojetic pak východně vychází i silnice do Mikulovic a užitková silnice severně do Mastníka. Kolem kopce Sádek pak také vedou dvě cesty směrem k osadě Sádek, stejně tak tam vede užitková cesta z východní zastavěné části Kojetic. Jižně pak vede také užitková silnice do Horního Újezdu. Ze západu pak do Kojetic vede cyklostezka 5217, která končí těsně za hranicemi území obce na zámku Sádek, ten je už na území sousedních Čáslavic. Ze severu na jih pak přes území Kojetic vede cyklostezka Jihlava – Třebíč – Raabs. Ze severu na jih pak vede také zelená turistická stezka, ta také vede kolem železniční zastávky Kojetice na Moravě. Z východu na západ pak vede přes Kojetice turistická stezka Třebíčský okruh. Kolem vinohradu pod kopcem Sádek se nachází Vinařská naučná stezka Sádek. Přes území obce se také táhne železniční trať Okříšky – Znojmo. 
Větší část území obce je zemědělsky využívána, zalesněna je jen oblast na severu území okolo kopce Čichna a pak na úpatí kopce Sádek na východním okraji území a na úpatí kopce Šibený u zastávky Kojetice na Moravě. U železniční zastávky a jižně od zastavěného území obce jsou průmyslově využívané. 
Severní a západní okraj území je tvořen nepojmenovaným potokem, který se pak u východního okraje území nedaleko koupaliště vlévá do řeky Rokytné. Rokytná protéká pak vesnicí směrem na jih a rozděluje Kojetice na dvě části, přímo ve vesnici se do Rokytné vlévá nepojmenovaný potok, u jižního okraje území se pak do Rokytné vlévá Římovka a další nepojmenovaný potok, Rokytná pak pokračuje jižně kolem Újezdského mlýna a posléze se v Ivančicích vlévá do Jihlavy. Římovka před soutokem tvoří velkou část jihozápadní hranice území obce, kdy protéká přes soustavu rybníků u Červeného mlýna. Jižně od zastavěného území obce se nachází v zalesněném údolí rybník Podšibený.
Na území obce se nachází kopec Čichna (538 m), kopec Šibený (514 m) a těsně za hranicí obce i kopce Sádek se stejnojmenným zámkem a vinohrady (564 m). 
Zastavěná část Kojetic je téměř uprostřed území obce, je řekou Rokytnou rozdělena na dvě části, východní část je větší, starší a s veškerou vybavenosti, západní část je převážně obytná. Na západní hranici pod kopcem Sádek je vinohradnictví a restaurace. Jižně jsou samoty Újezdský a Červený mlýn. U železniční zastávky Kojetice na Moravě se nachází stavebně oddělený areál JZD.
| Mapa Kojetic z Prvního vojenského mapování | Mapa Kojetic z Druhého vojenského mapování | Mapa Kojetic z Třetího vojenského mapování | Přehledový plánek zachycující dnešní situaci |
| 1764–1768                                  | 1836–1852                                  | 1876–1878                                  | 2009                                         |
| ------------------------------------------ | ------------------------------------------ | ------------------------------------------ | -------------------------------------------- |

## Demografie

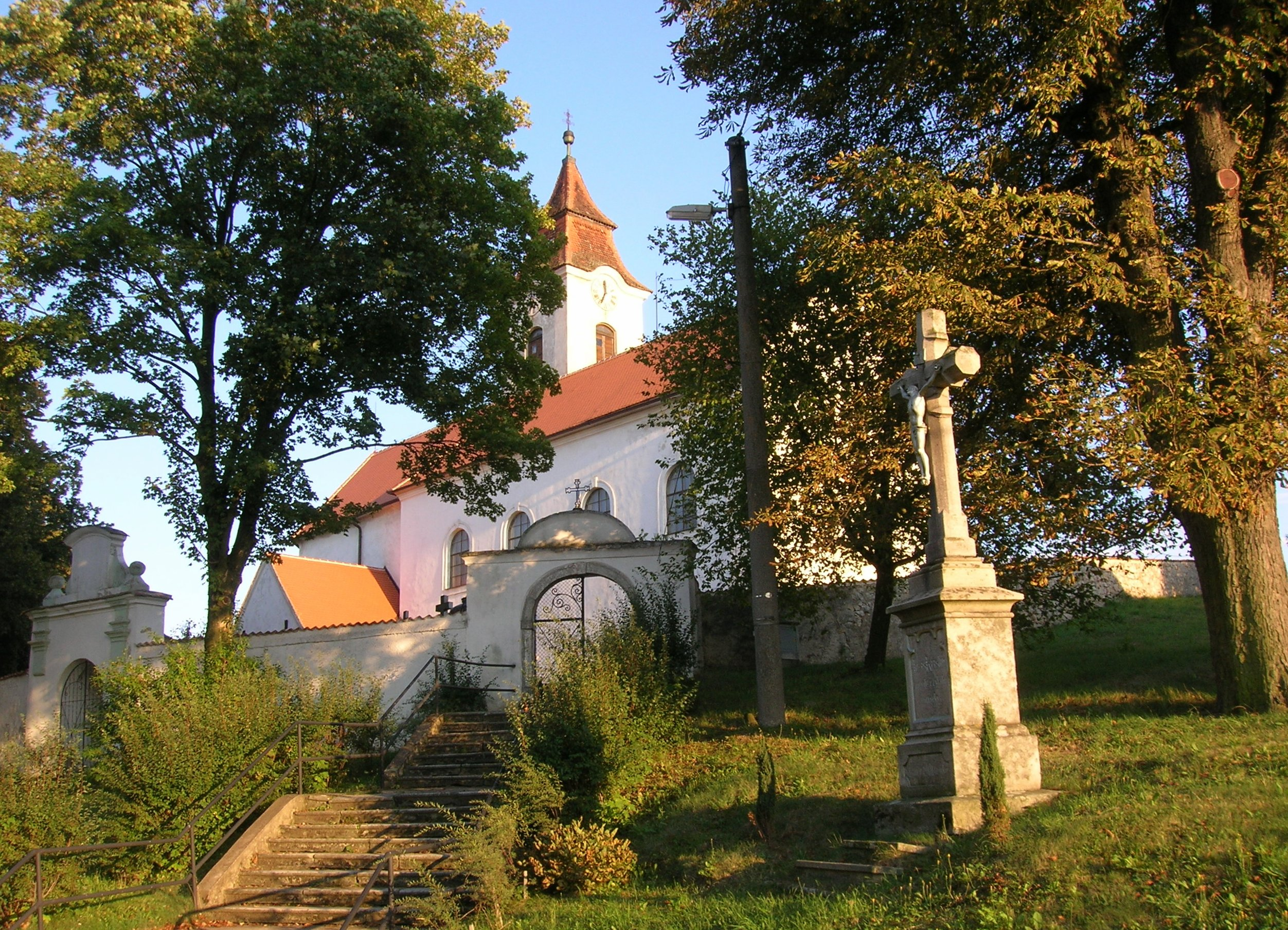
Farní kostel sv. Petra a Pavla v Horním Újezdě

Obec Kojetice měla roku 1869 celkem 428 obyvatel. Po mírném poklesu, začal počet obyvatel vzrůstat až do roku 1930, kdy dosáhl vrchní hranice 494. Od té doby počet obyvatel Kojetic po poklesu kolísá okolo 450 obyvatel. Podle sčítaní lidu, domů a bytů z roku 2001 zde žilo 433 obyvatel, což je druhý nejnižší stav od roku 1869, z toho 224 žen a 209 mužů. Nejvíce obyvatel pak bylo ve věku 20–29 let. Národnostní složení obyvatel vesnice bylo poměrně homogenní – 362 obyvatel se hlásilo k národnosti české, 57 k národnosti moravské a z ostatních národností byla zastoupena pouze národnost slovenská, ke které se přihlásil jeden občan, a národnost ukrajinská, zastoupená dvěma občany.
| Rok            | 1869 | 1880 | 1890 | 1900 | 1910 | 1921 | 1930 | 1950 | 1961 | 1970 | 1980 | 1991 | 2001 | 2011 | 2021 |
| -------------- | ---- | ---- | ---- | ---- | ---- | ---- | ---- | ---- | ---- | ---- | ---- | ---- | ---- | ---- | ---- |
| Počet obyvatel | 428  | 423  | 390  | 429  | 462  | 494  | 494  | 412  | 469  | 489  | 489  | 442  | 433  | 433  | 424  |
| Počet domů     | 66   | 71   | 77   | 77   | 80   | 81   | 87   | 107  | 105  | 114  | 114  | 133  | 142  | 153  | 167  |

Ze 433 obyvatel bylo v roce 2001 226 věřících, z toho 215 se hlásilo k Římskokatolické církvi, tři obyvatelé k Českobratrské církvi evangelické a pouze jeden občan k Pravoslavné církvi v českých zemích a na Slovensku. V obci se nenachází ani kostel ani kaple, svou faru mají Mikulovice v Horním Újezdě.
Dle plánů má v budově bývalé školy v Kojeticích vzniknout tzv. komunitní dům pro seniory se šesti byty, měly by být vybudovány v roce 2018.

## Doprava

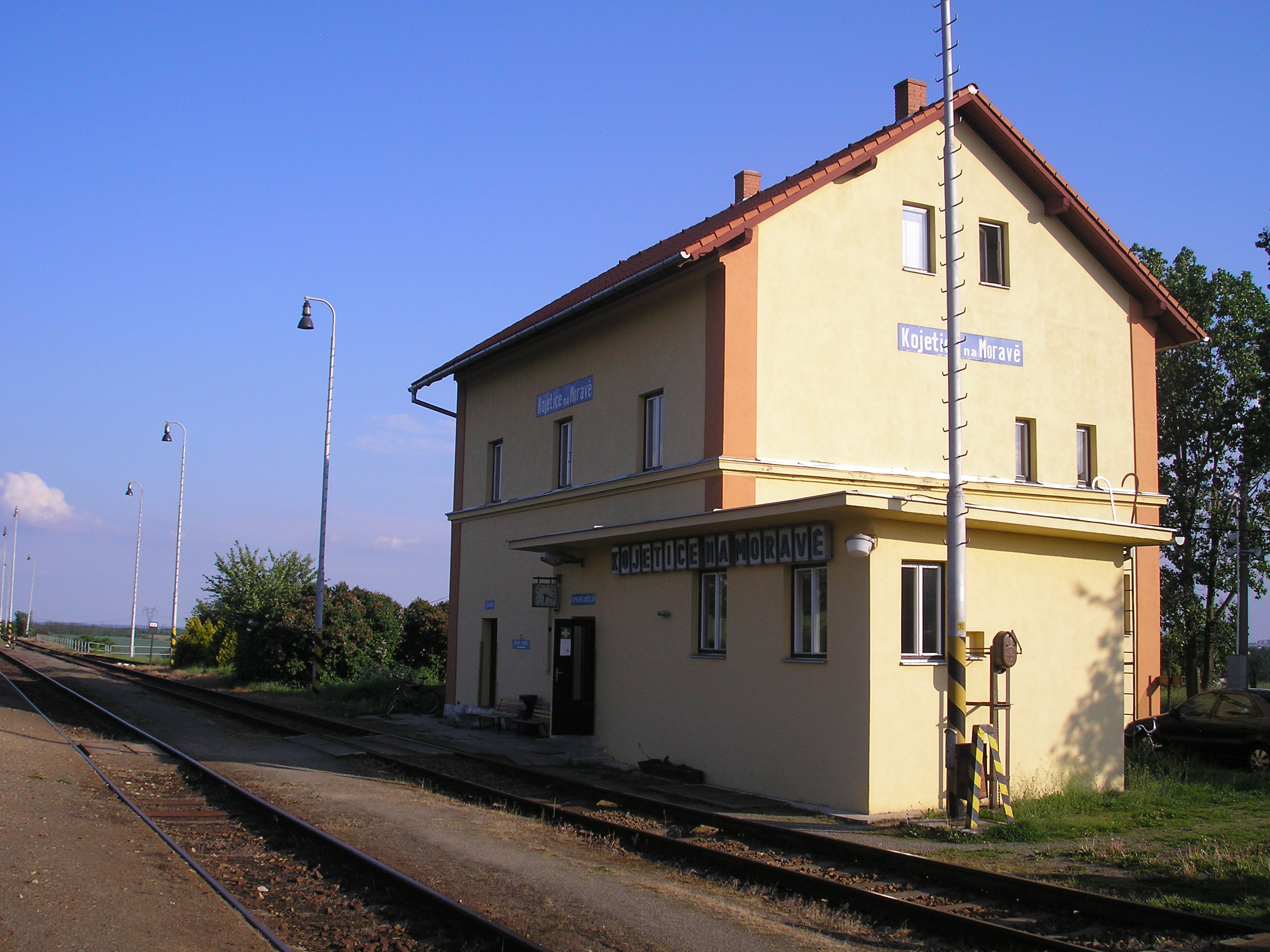
Nádraží v Kojeticích

Již ve starověku vedla v blízkém okolí Kojetic významná obchodní stezka zvaná Haberská, která vedla přes Čáslavice, Kojetice, Stařeč, Přibyslavice a Brtnici, kde se křížila se stezkou Lovětínskou, později zvanou i Třebíčská stezka, ta vedla od starého Brna, přes Zastávku u Brna, Vladislav, Trnavu a končila v Lovětíně. Bezpečnost obchodníků putujících po stezce tehdy měl za úkol střežit hrad Sádek.
Dnes jsou Kojetice s nejbližším městem Třebíčí spojeny silnicí přes Mastník a Stařeč západním směrem, nebo východním směrem přes Mikulovice a Slavice. V obou směrech je společností ICOM transport zajištěna příměstská autobusová doprava.
Železniční spojení obce zajišťuje nádraží Kojetice na Moravě, ležící na trati 241 ze Znojma do Okříšek postavené v roce 1871. Dnes je nádraží využíváno turisty mířícími na hrad Sádek. Ve stanici staví pouze osobní vlaky, rychlíky jí projíždějí bez zastavení. K stanici přiléhá také vlečka zavedená do areálu společnosti ADW Agro. Zajímavostí jsou také dva historické pákové semafory postavené poblíž.

## Hospodářství a politika
Od roku 1924 byla poblíž obce otevřená cihelna. Roku 1930 k ní přibyl ještě kamenolom. Oba podniky již zanikly.
Dnes v Kojeticích sídlí několik významných hospodářských objektů. Nejvýznamnější společností zde je asi ADW Agro, která má zemědělský areál s čerpací stanicí nedaleko kojetického nádraží. Společnost se zaměřuje především na výrobu krmných směsí a ochranných přípravků pro zemědělce. Sesterská společnost ADW Bio otevřela v Kojeticích roku 1999 čerpací stanici, do které dodává vlastní ekologická paliva.
Další významnou společností, která má své sídlo a provozovnu v Kojeticích, je lisovna plastů Hekuplast. Společnost vyrábí plastické hmoty litím do forem. Věnuje se také dodávání plastových součástek pro automobilový průmysl. Posledním významnějším hospodářským činitelem je ZD Výčapy, které má v Kojeticích svou pobočku. Vedle toho působí v Kojeticích ještě několik menších firem a podnikatelů.
Obchodní sféru tvoří v Kojeticích obchod se smíšeným zbožím, hostinec a informační centrum. Česká pošta v rámci programu Pošta Partner jedná v roce 2016 o zrušení pošty a jejím provozování třetí osobou.
Od roku 1887 se ve vedení obce vystřídalo 21 představitelů. Starostou Kojetic do roku 2014 byl Vladimír Chromý, ten se úřadu starosty ujal 9. května 2005 po odstoupení bývalé starostky Mgr. Jaroslavy Uhrové. Od roku 2014 vykonává funkci starosty Mgr. Roman Vala, ten byl starostou zvolen i po komunálních volbách v roce 2022.

### Politika

#### Volby do Poslanecké sněmovny
|       | 2006                | 2010                | 2013                | 2017                | 2021                  |
| ----- | ------------------- | ------------------- | ------------------- | ------------------- | --------------------- |
| 1.    | ČSSD (43,13 %)      | ČSSD (28,12 %)      | ČSSD (26,29 %)      | ANO (33,47 %)       | ANO (32,2 %)          |
| 2.    | ODS (30,58 %)       | TOP 09 (19,64 %)    | ANO 2011 (26,29 %)  | ODS (13,55 %)       | SPOLU (25,09 %)       |
| 3.    | KSČM (13,72 %)      | ODS (13,83 %)       | Úsvit (11,26 %)     | Piráti (10,59 %)    | Piráti+STAN (10,86 %) |
| účast | 69,11 % (255 z 369) | 61,08 % (226 z 370) | 57,72 % (213 z 369) | 66,86 % (236 z 353) | 71,01 % (267 z 376)   |

#### Volby do krajského zastupitelstva
|      | 1.              | 2.                    | 3.                     | účast               |
| ---- | --------------- | --------------------- | ---------------------- | ------------------- |
| 2000 | KSČM (25,58 %)  | ODS (19,76 %)         | SNK (18,6 %)           | 30,43 % (105 z 345) |
| 2004 | ODS (32,35 %)   | KSČM (22,05 %)        | SNK (14,7 %)           | 19,49 % (70 z 359)  |
| 2008 | ČSSD (36,98 %)  | KSČM (19,17 %)        | ODS (18,49 %)          | 40,11 % (148 z 369) |
| 2012 | ČSSD (33,66 %)  | KSČM (21,78 %)        | SPOZ (10,89 %)         | 31,06 % (114 z 367) |
| 2016 | ANO 2011 (28 %) | ČSSD (16 %)           | KSČM (15,2 %)          | 34,9 % (126 z 361)  |
| 2020 | ANO (27,95 %)   | Piráti (14,28 %)      | ODS+STO (14,28 %)      | 43,16 % (161 z 373) |
| 2024 | ANO (55,97 %)   | STAN+SNK ED (11,19 %) | ODS+TOP 09+STO (9,7 %) | 35,7 % (136 z 381)  |

#### Prezidentské volby
V prvním kole prezidentských voleb v roce 2013 první místo obsadil Miloš Zeman (76 hlasů), druhé místo obsadil Jan Fischer (58 hlasů) a třetí místo obsadil Jiří Dienstbier (37 hlasů). Volební účast byla 69,38 %, tj. 256 ze 369 oprávněných voličů. V druhém kole prezidentských voleb v roce 2013 první místo obsadil Miloš Zeman (168 hlasů) a druhé místo obsadil Karel Schwarzenberg (68 hlasů). Volební účast byla 62,86 %, tj. 237 ze 377 oprávněných voličů.
V prvním kole prezidentských voleb v roce 2018 první místo obsadil Miloš Zeman (110 hlasů), druhé místo obsadil Jiří Drahoš (73 hlasů) a třetí místo obsadil Pavel Fischer (26 hlasů). Volební účast byla 72,25 %, tj. 263 ze 364 oprávněných voličů. V druhém kole prezidentských voleb v roce 2018 první místo obsadil Miloš Zeman (148 hlasů) a druhé místo obsadil Jiří Drahoš (104 hlasů). Volební účast byla 71,07 %, tj. 253 ze 356 oprávněných voličů.
V prvním kole prezidentských voleb v roce 2023 první místo obsadil Andrej Babiš (100 hlasů), druhé místo obsadil Petr Pavel (81 hlasů) a třetí místo obsadila Danuše Nerudová (47 hlasů). Volební účast byla 71,09 %, tj. 268 ze 377 oprávněných voličů. V druhém kole prezidentských voleb v roce 2023 první místo obsadil Petr Pavel (146 hlasů) a druhé místo obsadil Andrej Babiš (136 hlasů). Volební účast byla 76,28 %, tj. 283 ze 371 oprávněných voličů.

## Vinařství
Na jihovýchodním úbočí pod hradem Sádek byly roku 2017 založeny nejsevernější vinice znojemského vinařského regionu. Kojetice se tak staly nejodlehlejší vinařskou obcí moravské vinařské oblasti, vzdálené přes 30 km od nejbližších jiných vinic, a vůbec jedinou vinařskou obcí v kraji Vysočina. Součástí tohoto „vinařského a kulturního centra“ je hotel s restaurací, vinné sklepy, vinotéka, amfiteátr a přírodní park s naučnou stezkou. Obec zbudovala vinný sklep určený na skladování vlastního vína, pěstuje odrůdu Solaris. Vinice byla vysázena 19. dubna 2017, bylo zasazeno 300 hlav vinné révy. V roce 2024 zakoupila vinici Česká zemědělská univerzita, výroba vína bude pokračovat, ale vinice bude také sloužit k výzkumným účelům.

## Kultura

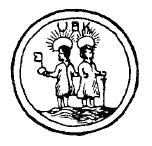
Obecní pečeť Kojetic

V obci působí několik dobrovolných sdružení. Většina z nich je sportovně zaměřená. SK Kojetice je dnes nefunkční fotbalový oddíl, který působil v krajském přeboru. Družstvo se dlouhodobě objevovalo na předních místech soutěže a již několikrát obsadilo druhé místo. Vedle koupaliště se ve vesnici nachází také tenisové kurty, na kterých hraje tenisový oddíl čítající téměř 50 členů. Kurty jsou také hojně navštěvovány turisty. Součástí areálu je i hřiště pro hraní odbíjené. Významným činitelem v oblasti sportu je též jednota Sokol Kojetice založená roku 1922, která vlastní již zmíněné tenisové kurty a sokolovnu z roku 1927. Během roku pořádá Sokol několik kulturních akcí, zvláště plesů a tanečních zábav.
Sbor dobrovolných hasičů byl v Kojeticích založen roku 1900. Dnes se dvě družstva hasičů zúčastňují okresních soutěží. Jsou zde i dorostenci, kteří reprezentují sbor mimo okres a v zahraničí.
Od roku 1886 působí v Kojeticích samostatná jednotřídní „obecná“ škola. Roku 1913 byla rozšířena na dvojtřídní. Další vývoj škola zažila v po druhé světové válce, kdy k ní byl až od zámku roku 1956 přiveden vodovod a následně k základní škole o čtyři roky později přibyla i škola mateřská. Ředitelkou školy byla od 1. srpna 1999 Mgr. Jaroslava Uhrová. V současné době má škola kapacitu 40 žáků, disponuje školní jídelnou a družinou. Ve školním roce 2008/2009 navštěvovalo školu i přes její kapacitu pouhých dvanáct žáků. To byl znatelný pokles, vzhledem k tomu, že v roce 2005 to bylo o osm žáků více. Kvůli poklesu počtu dětí ve vesnici se již několikrát diskutovalo o jejím zrušení. Kulturu v obci podporuje také Obecní knihovna s 2584 svazky knih sídlící na obecní úřadě.
Dřívějšími spolky byly Národní jednota pro jihozápadní Moravu a Omladina založené roku 1911 a spolek Domovina z roku 1924.
Svůj farní úřad vždy měly Kojetice v sousední obci Horním Újezdě. Z tohoto důvodu mají Kojetice v obecní pečeti apoštoly Petra a Pavla, jimž je zasvěcen tamní kostelík. Novější pečeť je pak ještě okolo opatřena nápisem Pečeť obce Kojeticky. S Horním Újezdem Kojetice dříve sdílely i školu.

## Památky a zajímavosti
- skladiště bývalého hospodářského družstva pocházející z 30. let 20. století, stojící u nádraží zaujme svou architekturou, díky které je dominantou okolí.[4]
- kaple sv. Václava – postavena a vysvěcena roku 1933[5]
- Kojetice jsou členem Ekologického mikroregionu Rokytná a Svazku znojemských vinařských obcí Daníž.
- Obcí probíhá Vinařská naučná stezka Sádek
- V roce 2015 bylo rozhodnuto o vytvoření znaku s orlicí, rohem, hráběmi a hrozny.[49] Znak by publikován v prosinci 2015.[50]
- Obecní koupaliště, které leží vedle silnice do Třebíče.

## Lidé
- Matěj Černý (1888–1918), četař českých legií ve Francii, zahynul v boji u Michelbachu. Roku 1993 mu byla odhalena pamětní deska na rodném domě.[4]
- Rudolf Goldmann (1876–1942), lékař v Jihlavě, popraven v Kounicových kolejích
- Bohuslav Chňoupek (1891–?), legionář
- Eliška Misáková (1926–1948), gymnastka, zemřela v Londýně při olympijských hrách, držitelka čestné zlaté medaile in memoriam.